# Robert (Auszeichnung)/Bester dänischer Film

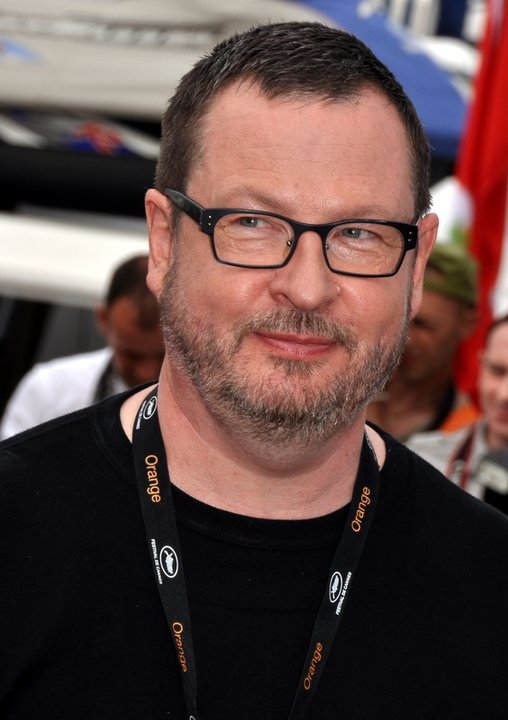
Lars von Trier

Gewinner des dänischen Filmpreises Robert in der Kategorie Bester dänischer Film (Årets danske spillefilm). Die Dänische Filmakademie (Danmarks Film Akademi) vergibt seit 1984 alljährlich ihre Auszeichnungen für die besten Filmproduktionen und Filmschaffenden Ende Januar beziehungsweise Anfang Februar auf dem Robert Festival in Kopenhagen.
Am erfolgreichsten in dieser Kategorie war der dänische Regisseur Lars von Trier (1985, 1992, 1997, 2010, 2012, 2015), dessen Filme sechsmal ausgezeichnet wurden, gefolgt von seinen Landsleuten Nils Malmros (drei Siege) und Bille August, Susanne Bier, Per Fly und Thomas Vinterberg (je zwei). 27 Mal stimmte der prämierte Film mit dem späteren Bodil-Gewinner überein, zuletzt 2016 geschehen mit der Preisvergabe an das Historiendrama Unter dem Sand – Das Versprechen der Freiheit.

## Preisträger 1984–1999
| Jahr | Preisträger            | Deutscher Titel                | Regie                |
| 1984 | Skønheden og udyret*   | Lieber Vater, ich bin sechzehn | Nils Malmros         |
| 1985 | Forbrydelsens element* | The Element of Crime           | Lars von Trier       |
| 1986 | Den flyvende djævle    | Die fliegenden Teufel          | Anders Refn          |
| 1987 | Flamberede hjerter*    | Flambierte Herzen              | Helle Ryslinge       |
| 1988 | Pelle Erobreren*       | Pelle, der Eroberer            | Bille August         |
| 1989 | Skyggen af Emma*       | Emmas Schatten                 | Søren Kragh-Jacobsen |
| 1990 | Dansen med Regitze*    | Tanzen mit Regitze             | Kaspar Rostrup       |
| 1991 | Lad isbjørnene danse*  | Laß die Eisbären tanzen        | Birger Larsen        |
| 1992 | Europa*                | Europa                         | Lars von Trier       |
| 1993 | Kærlighedens smerte*   | nicht bekannt                  | Nils Malmros         |
| 1994 | The House of Spirits   | Das Geisterhaus                | Bille August         |
| 1995 | Nattevagten            | Nightwatch – Nachtwache        | Ole Bornedal         |
| 1996 | Menneskedyret*         | nicht bekannt                  | Carsten Rudolf       |
| 1997 | Breaking the Waves*    | Breaking the Waves             | Lars von Trier       |
| 1998 | Barbara                | Barbara                        | Nils Malmros         |
| 1998 | Let’s Get Lost*        | Let’s Get Lost                 | Jonas Elmer          |
| 1999 | Festen*                | Das Fest                       | Thomas Vinterberg    |

## Preisträger und Nominierungen 2000–2009
2000
Der einzig Richtige* (Den eneste ene) – Regie: Susanne Bier
2001
Die Bank* (Bænken) – Regie: Per Fly
Anna – Regie: Erik Wedersøe
Flickering Lights (Blinkende lygter) – Regie: Anders Thomas Jensen
Cirkeline 2: Ost og kærlighed – Regie: Jannik Hastrup
Dancer in the Dark – Regie: Lars von Trier
Dykkerne – Regie: Åke Sandgren
Fruen på Hamre – Regie: Katrine Wiedemann
Her i nærheden – Regie: Kaspar Rostrup
Hilfe! Ich bin ein Fisch (Hjælp, jeg er en fisk) – Regie: Stefan Fjeldmark, Michael Hegner und Greg Manwaring
Italienisch für Anfänger (Italiensk for begyndere) – Regie: Lone Scherfig
Juliane – Regie: Hans Kristensen
Max – Regie: Trine Piil Christensen
Miracle – Ein Engel für Dennis P. (Mirakel) – Regie: Natasha Arthy
Pyrus på pletten – Regie: Martin Miehe-Renard
På fremmed mark – Regie: Aage Rais-Nordentoft
Slip hestene løs – Regie: Erik Clausen
2002
Kira* (En kærlighedshistorie) – Regie: Ole Christian Madsen
Ein Jackpot für Helene (At klappe med een hånd) – Regie: Gert Fredholm
The King Is Alive – Regie: Kristian Levring
Shake It All About (En kort en lang) – Regie: Hella Joof
Monas verden – Regie: Jonas Elmer
2003
Open Hearts* (Elsker dig for evigt) – Regie: Susanne Bier
At kende sandheden – Regie: Nils Malmros
Dina – Meine Geschichte (Jeg er Dina) – Regie: Ole Bornedal
Okay – Regie: Jesper W. Nielsen
Wilbur Wants to Kill Himself (Wilbur begår selvmord) – Regie: Lone Scherfig
2004
Das Erbe (Arven) – Regie: Per Fly
Dogville* – Regie: Lars von Trier
Lykkevej – Regie: Morten Arnfred
Reconstruction – Regie: Christoffer Boe
Stealing Rembrandt – Klauen für Anfänger (Rembrandt) – Regie: Jannik Johansen
2005
King’s Game* (Kongekabale) – Regie: Nikolaj Arcel
Dag och natt – Regie: Simon Staho
In deinen Händen (Forbrydelser) – Regie: Annette K. Olesen
Lad de små børn – Regie: Paprika Steen
Pusher II – Regie: Nicolas Winding Refn
2006
Adams Äpfel (Adams æbler) – Regie: Anders Thomas Jensen
Dark Horse (Voksne mennesker) – Regie: Dagur Kári
Fluerne på væggen – Regie: Åke Sandgren
Manderlay – Regie: Lars von Trier
Totschlag – Im Teufelskreis der Gewalt* (Drabet) – Regie: Per Fly
2007
Der Traum (Drømmen) – Regie: Niels Arden Oplev
Nach der Hochzeit (Efter brylluppet) – Regie: Susanne Bier
Offscreen – Regie: Christoffer Boe
Prag – Regie: Ole Christian Madsen
Princess – Regie: Anders Morgenthaler
En Soap* (En soap) – Regie: Pernille Fischer Christensen
2008
Kunsten at græde i kor* – Regie: Peter Schønau Fog
Daisy Diamond – Regie: Simon Staho
Ekko – Regie: Anders Morgenthaler
Hvid nat – Regie: Jannik Johansen
Bedingungslos (Kærlighed på film) – Regie: Ole Bornedal
2009
Frygtelig Lykkelig* – Regie: Henrik Ruben Genz
Wen du fürchtest (Den du frygter) – Regie: Kristian Levring
Little Soldier (Lille soldat) – Regie: Annette K. Olesen
Tage des Zorns (Flammen og Citronen) – Regie: Ole Christian Madsen
To Verdener – Regie: Niels Arden Oplev

## Preisträger und Nominierungen 2010–2019
2010
Antichrist* – Regie: Lars von Trier
Applaus – Regie: Martin Zandvliet
Deliver Us from Evil (Fri os fra det onde) – Regie: Ole Bornedal
Kærestesorger – Regie: Nils Malmros
Old Boys – Regie: Nikolaj Steen
2011
R* – Regie: Michael Noer und Tobias Lindholm
Bruderschaft (Broderskab) – Regie: Nicolo Donato
Alting bliver godt igen – Regie: Christoffer Boe
Die Wahrheit über Männer (Sandheden om mænd) – Regie: Nikolaj Arcel
Submarino – Regie: Thomas Vinterberg
2012
Melancholia* – Regie: Lars von Trier
Dirch – Regie: Martin P. Zandvliet
Eine Familie (En familie) – Regie: Pernille Fischer Christensen
Rosa Morena – Regie: Carlos Augusto de Oliveira
Superclassico … meine Frau will heiraten! (SuperClásico) – Regie: Ole Christian Madsen
2013
Kapringen* – Regie: Tobias Lindholm
10 timer til paradis – Regie: Mads Matthiesen
Love Is All You Need (Den skaldede frisør) – Regie: Susanne Bier
Die Königin und der Leibarzt (En kongelig affære) – Regie: Nikolaj Arcel
Undskyld jeg forstyrrer – Regie: Henrik Ruben Genz
2014
Die Jagd* (Jagten) – Regie: Thomas Vinterberg
Erbarmen (Kvinden i buret) – Regie: Mikkel Nørgaard
Der Nordwesten (Nordvest) – Regie: Michael Noer
Sorg og glæde – Regie: Nils Malmros
Spies & Glistrup – Regie: Christoffer Boe
2015
Nymphomaniac Director’s Cut – Regie: Lars von Trier
Speed Walking (Kapgang) – Regie: Niels Arden Oplev
Der Mondfisch (Klumpfisken) – Regie: Søren Balle
Schändung (Fasandræberne) – Regie: Mikkel Nørgaard
Silent Heart – Mein Leben gehört mir* (Stille hjerte) – Regie: Bille August
2016
Unter dem Sand – Das Versprechen der Freiheit* (Under sandet) – Regie: Martin Zandvliet
The Idealist – Geheimakte Grönland (Idealisten)– Regie: Christina Rosendahl
Men & Chicken (Mænd & Høns) – Regie: Anders Thomas Jensen
Sommer ’92 (Sommeren ’92) – Regie: Kasper Barfoed
A War (Krigen) – Regie: Tobias Lindholm
2017
Der Tag wird kommen (Der kommer en dag) – Regie: Jesper W. Nielsen
Im Blut* (I blodet) – Regie: Rasmus Heisterberg
Die Kommune (Kollektivet) – Regie: Thomas Vinterberg
The Neon Demon – Regie: Nicolas Winding Refn
Parents (Forældre) – Regie: Christian Tafdrup
2018
Vinterbrødre*– Regie: Hlynur Pálmason
Darkland (Underverden) – Regie: Fenar Ahmad
Die unglaubliche Geschichte von der Riesenbirne (Den utrolige historie om den kæmpestore pære) – Regie: Amalie Næsby Fick, Jørgen Lerdam, Philip Einstein Lipski
Eine fürchterliche Frau (En frygtelig kvinde) – Regie: Christian Tafdrup
Mens vi lever – Regie: Mehdi Avaz
2019
The Guilty (Den skyldige)– Regie: Gustav Möller
Ditte & Louise – Regie: Niclas Bendixen
Verachtung (Journal 64) – Regie: Christoffer Boe
Per im Glück (Lykke-Per) – Regie: Bille August
The House That Jack Built – Regie: Lars von Trier

## Preisträger und Nominierungen ab 2020
2020
Königin* (Dronningen) – Regie: May el-Toukhy
Sons of Denmark (Danmarks sønner) – Regie: Ulaa Salim
Før frosten – Regie: Michael Noer
Onkel – Regie: Frelle Petersen
Daniel (Ser du månen, Daniel) – Regie: Niels Arden Oplev, Anders W. Berthelsen
2021
Der Rausch* (Druk)– Regie: Thomas Vinterberg
Helden der Wahrscheinlichkeit (Retfærdighedens ryttere) – Regie: Anders Thomas Jensen
Shorta – Das Gesetz der Straße (Shorta) – Regie: Anders Ølholm, Frederik Louis Hviid
Eine total normale Familie (En helt almindelig familie) – Regie: Malou Reymann
Vores mand i Amerika – Regie: Christina Rosendahl
2022
Hvor kragerne vender* – Regie: Lisa Jespersen
Die Königin des Nordens (Margrete den første) – Regie: Charlotte Sieling
Das Bombardement (Skyggen i mit øje) – Regie: Ole Bornedal
Pagten – Regie: Bille August
Venuseffekten – Regie: Anna Emma Hauda
2023
Holy Spider – Regie: Ali Abbasi
As in Heaven (Du som er i himlen) – Regie: Tea Lindeburg
Vanskabte Land – Regie: Hlynur Pálmason
Krysantemum – Regie: Christian Bengtson
Rose – Eine unvergessliche Reise nach Paris (Rose) – Regie: Niels Arden Oplev
Speak No Evil – Regie: Christian Tafdrup
* = Filmproduktionen, die später die Bodil als Bester dänischer Film des Jahres gewannen